# Mohamed Sissoko
Momo Sissoko, właśc. Mohamed Lamine Sissoko (ur. 22 stycznia 1985 w Mont-Saint-Aignan) – malijski piłkarz występujący na pozycji defensywnego pomocnika.

## Kariera klubowa
Jest wychowankiem AJ Auxerre. Mohamed występuje na pozycji defensywnego pomocnika. Z racji swoich warunków fizycznych często jest porównywany do byłej gwiazdy reprezentacji Francji, Patricka Vieiry.
Z Valencią zdobył mistrzostwo Primera División oraz Puchar UEFA w 2004 roku pod opieką  Rafy Beniteza.
29 stycznia 2008 roku Liverpool F.C sprzedał Sissoko do Juventusu F.C za 13 milionów euro. Zadebiutował w swoim nowym klubie 3 lutego 2008 roku w 67. minucie meczu zmieniając Tiago. Pierwszego gola w Juventusie zdobył w meczu ligowym przeciwko Fiorentinie 2 marca 2008 roku.
W lipcu 2011 roku przeniósł się do Paris Saint-Germain F.C.
31 stycznia 2013 roku, przeszedł na zasadzie wypożyczenia do ACF Fiorentina.
14 stycznia 2020 roku, zakończył kariere, ostatni klub w którym występował to FC Sochaux-Montbéliard.
| Sezon   | Klub                  | Kraj      | Rozgrywki              | Mecze | Bramki | Rozgrywki Europy                    | Mecze | Bramki |
| ------- | --------------------- | --------- | ---------------------- | ----- | ------ | ----------------------------------- | ----- | ------ |
| 2002/03 | AJ Auxerre            | Francja   | Ligue 1                | 0     | 0      | –                                   | –     | –      |
| 2003/04 | Valencia CF           | Hiszpania | Primera División       | 20    | 0      | Liga Europy UEFA                    | 9     | 1      |
| 2004/05 | Valencia CF           | Hiszpania | Primera División       | 24    | 0      | Liga Mistrzów UEFA Liga Europy UEFA | 4 1   | 0 0    |
| 2005/06 | Liverpool             | Anglia    | Premier League         | 26    | 0      | Liga Mistrzów UEFA                  | 6     | 0      |
| 2006/07 | Liverpool             | Anglia    | Premier League         | 16    | 0      | Liga Mistrzów UEFA                  | 9     | 0      |
| 2007/08 | Liverpool             | Anglia    | Premier League         | 9     | 1      | Liga Mistrzów UEFA                  | 3     | 0      |
| 2007/08 | Juventus F.C.         | Włochy    | Serie A                | 15    | 1      | –                                   | –     | –      |
| 2008/09 | Juventus F.C.         | Włochy    | Serie A                | 21    | 2      | Liga Mistrzów UEFA                  | 8     | 0      |
| 2009/10 | Juventus F.C.         | Włochy    | Serie A                | 17    | 0      | Liga Mistrzów UEFA Liga Europy UEFA | 2 4   | 0 0    |
| 2010/11 | Juventus F.C.         | Włochy    | Serie A                | 18    | 0      | Liga Europy UEFA                    | 10    | 0      |
| 2011/12 | Paris Saint-Germain   | Francja   | Ligue 1                | 25    | 2      | Liga Europy UEFA                    | 3     | 0      |
| 2012/13 | Paris Saint-Germain   | Francja   | Ligue 1                | 3     | 0      | Liga Mistrzów UEFA                  | 3     | 0      |
| 2012/13 | ACF Fiorentina (wyp.) | Włochy    | Serie A                | 5     | 0      | –                                   | –     | –      |
| 2013/14 | Levante UD            | Hiszpania | Primera División       | 9     | 0      | –                                   | –     | –      |
| 2014/15 | Levante UD            | Hiszpania | Primera División       | 21    | 0      | –                                   | –     | –      |
| 2015    | Shanghai Shenhua      | Chiny     | Chinese Super League   | 9     | 0      | –                                   | –     | –      |
| 2016    | Pune City             | Indie     | I-League               | 13    | 2      | –                                   | –     | –      |
| 2016/17 | Ternana Calcio        | Włochy    | Serie B                | 1     | 0      | –                                   | –     | –      |
| 2017    | Mitra Kukar FC        | Indonezja | Indonesia Super League | 26    | 5      | –                                   | –     | –      |
| 2017/18 | Atlético San Luis     | Meksyk    | Ascenso MX             | 13    | 1      | –                                   | –     | –      |

Stan na: lipiec 2018.